# تاسرخی
تاسرخی کوهی در غرب شهرستان مهریز استان یزد است. این کوه در میان دو دهستان میانکوه و شیرکوه جای گرفته‌است. گذرگاه گدار ده بالا در جنوب، و کوه تل پالونک در غرب آن جای دارند. خط‌الرأس تاسرخی باریک و کمانی است؛ در شمالی‌ترین نقطه‌اش، کمانی دیگر و ناهمسو آغاز می‌شود و به کوه لاانجیر می‌پیوندد.